# Planzer Transport
Planzer Transport AG est une société de transport suisse fondée en 1936 par Max Planzer. Son siège social se situe dans la commune de Seewen, dans le canton de Soleure.
Avec environ 4 200 salariés et 50 filiales, elle est une des sociétés leaders du secteur des transports de marchandises en Suisse.

## Historique
La société a été fondée en 1936 par Max Planzer, qui avec sa camionnette livrait les marchandises arrivées en gare de Dietikon aux commerçants de la ville.
En 2003, elle rachète l'entreprise Friderici à Tolochenaz, ce qui lui permet de se développer plus largement en Suisse romande. Du fait de cette expansion, elle construit en 2014 à Penthalaz le plus grand centre logistique de Suisse romande.
En 2018, elle se lance sur le marché de la distribution de colis.
Elle est l'un des sponsors officiels du lutteur Curdin Orlik depuis 2021, faisant même circuler un camion à son effigie dans l'Oberland bernois,.